# Klaus Rainer Röhl
Klaus Rainer Röhl, född 1 december 1928 i Trockenhütte i dåvarande fristaten Danzig, död 30 november 2021 i Köln, var en tysk journalist, publicist och debattör.
Klaus Rainer Röhl var grundare och utgivare av kulturtidskriften konkret, som stod Tyska kommunistpartiet (DKP) nära och fick viss finansiering från DDR. Han svängde senare över till SPD och sen liberala partiet FDP, och skrev i tidskriften Junge Freiheit. 1995 gick Röhl med i liberala partiet FDP och betecknade sig själv som nationalliberal.
Klaus Rainer Röhl var 1961–1968 gift med Ulrike Meinhof, med vilken han fick döttrarna Regina och Bettina Röhl.